# Michael Jeppesen
Michael Jeppesen (født 1975) er en dansk journalist og forfatter. Jeppesen var fra 2001 bagsideskribent på Urban og blev derefter skribent på Ekstra Bladet fra januar 2003 til april 2008. Jeppesen stoppede på Ekstra Bladet for at stifte public affairs firmaet New Deals med politisk kommentator Rasmus Jønsson. Michael Jeppesen har samtidig været ansat som kunstkritiker på Information (2008 - 2014) samt været vært på en lang række programmer på DR, blandt andet Kunstrazzia på DR K, Ti stille kvinde og Michael Jeppesen møder... på DR2. Derudover debuterede han i 2009 som dramatiker med stykket Faust på Odense Internationale Musikteater.
Fra foråret 2010 blev han ulønnet blogskribent på Politiken. Her fremlagde han, med screendumps fra Facebook, en venstre-spindoktors aversioner mod forskellige personer og blev herefter i P1-programmet "Mennesker og Medier" bedømt som Danmarks mest læste blogger. 3. juni samme år blev Michael Jeppesen fyret fra Politikens blog: En ironiserende vittighed om Danmarks daværende statsminister Lars Løkke Rasmussens færden, var årsag hertil.. Ifølge Jeppesen skulle statsministeren ikke have talt om de økonomiske konjunkturer i en aktuel kampagne hvor han sagde at det lysnede, men derimod om skæret fra et stearinlys der spejlede sig i en navngiven kvindes maveskind.
Kort herefter startede Jeppesen det selvstændige medie, DenFri.
Den 9. september 2011 debuterede Jeppesen som radiovært på DR P1. Programmet hed Top 179 og var en slags politiker-hitliste. Men det fik en historisk kort levetid, da det allerede efter en enkelt udsendelse blev lukket igen . Det opstod dog kort efter under titlen Top 182 på Radio24syv, hvor Jeppesen fortsatte med programmet indtil sommeren 2015. De sidste 3 år hed det Forfra med Jeppesen. Programmet var blandt andet indstillet til en Zulu Awards og til en Radio Prix i 2014. I dag har han programmet Jeppesens Bibelskole på Radio24syv sammen med filosof Rasmus Ugilt. Over en periode på 4 år fortolker de i daglige programmer bibelen fra start til slut.
Tilbage i 2016 startede Michael Jeppesen MUST der er en krydsning mellem en redaktion og et reklamebureau. Bureauet laver indhold der spænder fra tv, video, native ads, events, podcasts, bøger, strandbarer til bibelskoler mm.

## Privatliv
Jeppesen blev i 2006 far til drengen Esko, siden kom datteren Tusja til, og han er den ældste af en søskendeflok på 4. Han kommer fra byen Lysbro udenfor Silkeborg fra en familie knyttet til Jehovas vidner. Han er selv hoppet ud af trossamfundet.
 I dag har han fire børn.